# Autonome Dysreflexie
Eine Autonome Dysreflexie ist eine körperliche Reaktion auf die Störung der Weiterleitung eines Nervenimpulses und ein medizinischer Notfall der typischerweise bei Patienten mit einer Querschnittläsion oberhalb Th6 oder einer Tetraplegie auftritt. Auch von Patienten mit schweren Kopftraumata, Subarachnoidalblutung, Guillain-Barré-Syndrom, Drogenmissbrauch von Kokain und Amphetaminen und Läsionen unterhalb Th10, bei denen autonome Dysreflexie aufgetreten ist, wurde berichtet.

## Ursache
Durch die geschädigten Nervenstränge ist die Regulation des Blutdrucks unterhalb der Läsion gestört. Reize wie Schmerz, eine volle Harnblase oder ein voller Darm führen nun zu einer schnellen Verengung der Blutgefäße und damit eine Erhöhung des Blutdrucks. Signale, welche nun die Gefäßweite wieder regulieren sollen, kommen aufgrund der gestörten Reizweiterleitung durch die Läsion nicht zum Bestimmungsort. So entsteht im Bereich unter der Läsion ein erhöhter Blutdruck. Der Körper versucht dies mit einem verlangsamten Puls und einer Gefäßerweiterung oberhalb der Läsion zu regulieren.

## Klinische Erscheinungen
Symptome der autonomen Dysreflexie sind:
- starke Kopfschmerzen
- Schwitzen
- niedriger Puls
- hoher Blutdruck
- Krampfanfälle
- kaltschweißige Haut oberhalb der Läsion

## Behandlung
Zur Behandlung der autonomen Dysreflexie werden zunächst die reizauslösenden Faktoren (wie eine volle Harnblase, Schmerz etc.) beseitigt. Zusätzlich sollte der Patient sich aufrecht hinsetzen und die Beine senken. Ebenfalls ist eine rasche Blutdrucksenkung durch Gabe von z. B. Nifedipin oder Nitroglycerin zu erzielen.

## Vorbeugung
Um eine akute autonome Dysreflexie zu vermeiden, sollte regelmäßig der Blutdruck kontrolliert werden, um Ausschläge zu vermeiden. Ebenfalls wird ein Blasen- und Darmtraining empfohlen, um die Gefahr der Überreizung zu vermindern.